# Vila na Rezku
Vila na Rezku, též Bartelmusova vila, je barevná dřevostavba ve stylu lidové secese u Nového Města nad Metují, kterou pro brněnského továrníka Roberta Bartelmuse v letech 1900–1901 navrhl a postavil architekt Dušan Jurkovič. Projevil se tak zvýšený zájem o Jurkoviče a jeho dílo, který nastal po dokončení areálu beskydských Pusteven v roce 1898.
Jednopatrová nepravidelně členěná vila na podezdívce z hrubě tesané opuky se nachází nedaleko lázní Rezek. Stojí v blízkosti lesa na louce, která se mírně svažuje k jihozápadu, a použitím přírodních materiálů i rozčleněním hmot, je nenásilně začleněna do okolní krajiny. Tato členitost nejen v půdorysu, ale i ve fasádách a ve skladbě střech, balkónů a vikýřů napovídá o Jurkovičově oblibě karpatské architektury. Je jí ovlivněna i dřevěná brána s přístřeškem, kterou se vstupuje na pozemek. Při realizaci této stavby, kterou lze nazvat v architektově tvorbě přelomovou, Jurkovič poprvé zhodnotil anglický model, kdy se místnosti diferencované podle účelu seskupují kolem ústřední haly, a propojil ho s prvky naší lidové architektury.
Interiéru vévodí velká obytná místnost, která má výšku přes dvě podlažní vily, a navazují na ni další menší prostory. Spodní podlaží tak sloužilo jako společenská část domu a pokoje a ložnice členů rodiny se nacházely na poschodí. Tyto místnosti byly přístupné po schodišti a pavlači po obvodu haly. Nábytek tvořily unikátní kusy inspirované rustikální lidovou tradicí a secesní dekorativností. Celý interiér, od koberců a potahových látek až po závěsy a skladbu konstrukcí, je laděn v teplých červenavých, modravých a žlutohnědých tónech.
Při pracích na vile na Rezku se Dušan Jurkovič sblížil s dcerou manželů Bartelmusových Boženou a v roce 1903 s ní uzavřel manželství.
Vila zůstala až do roku 1993 v původním, pietně udržovaném stavu tak, jak ji opustila rodina továrníka Roberta Bartelmuse. Noví vlastníci se tak po roce 1993 museli pustit do rekonstrukce zanedbané údržby. Celek však dál zůstává cílevědomě původní.

## Dobové fotografie

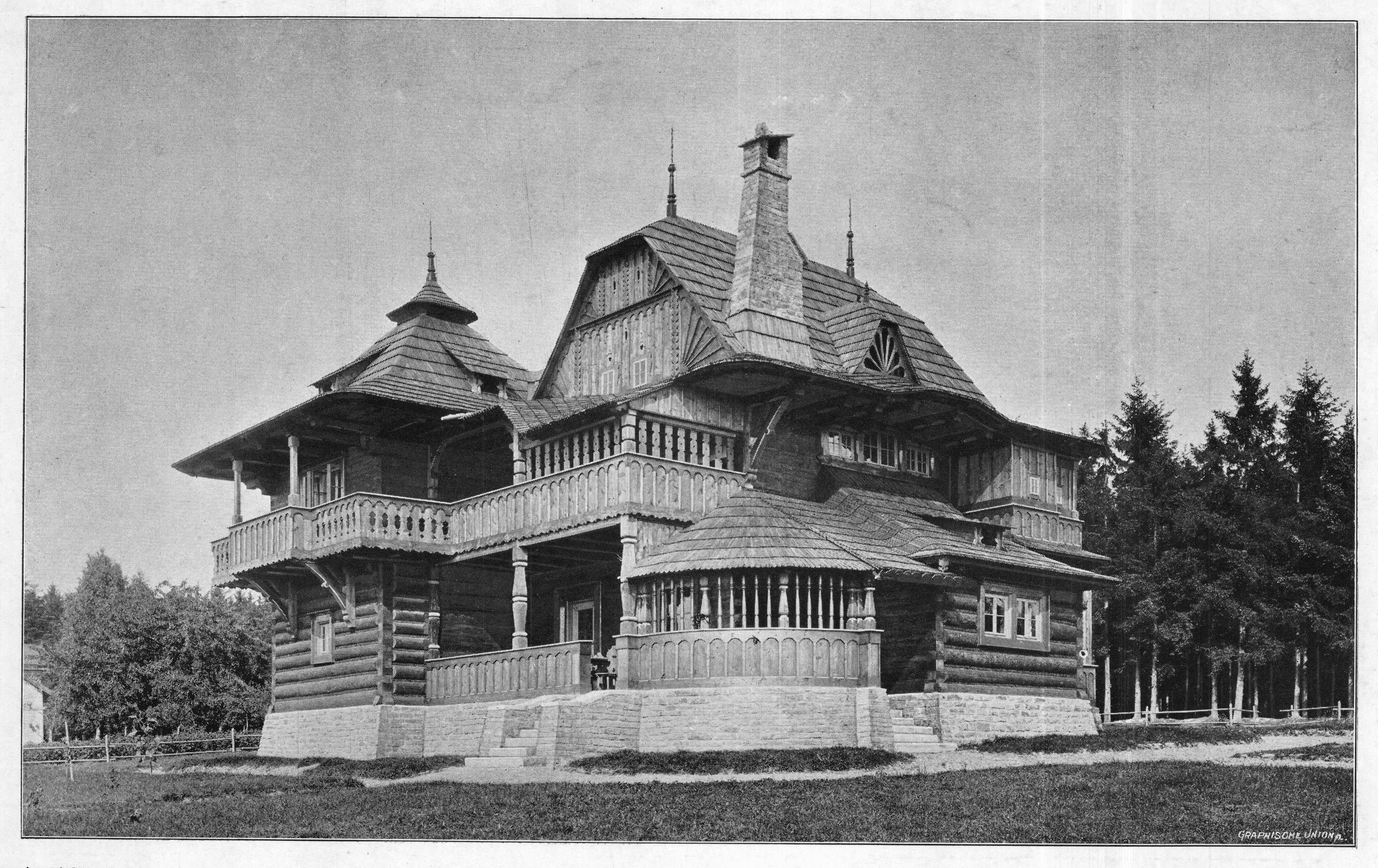
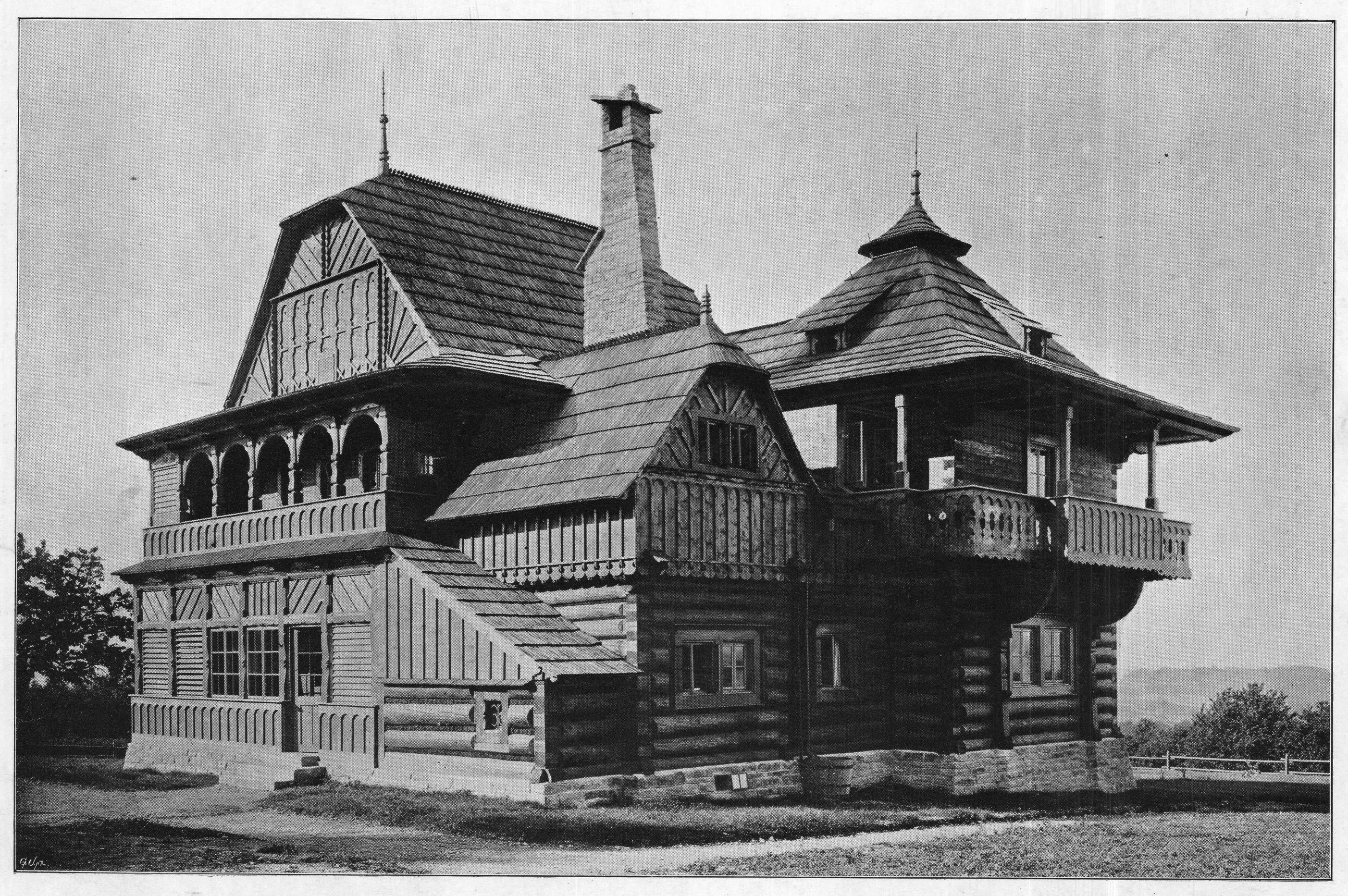
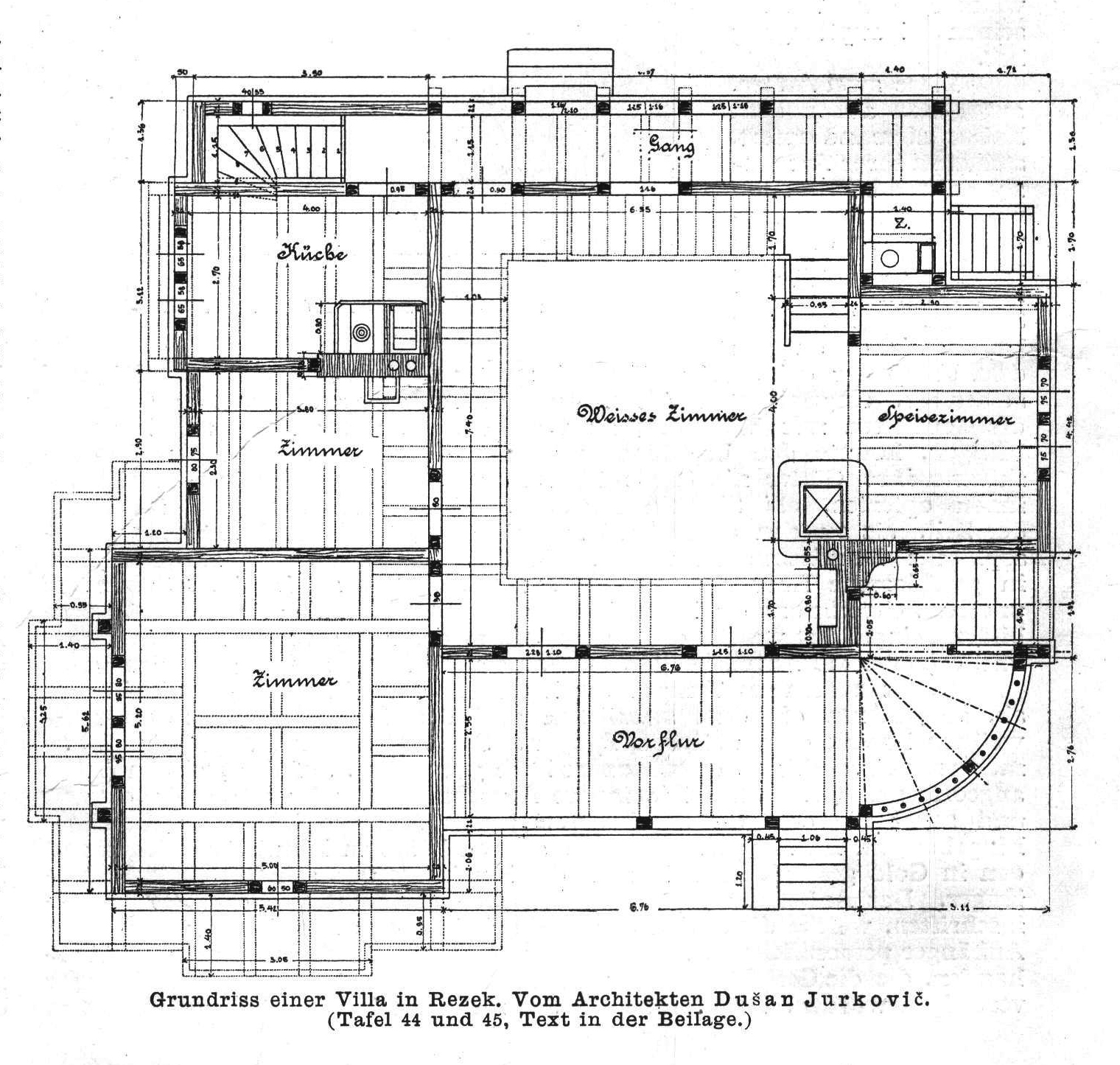
Půdorys
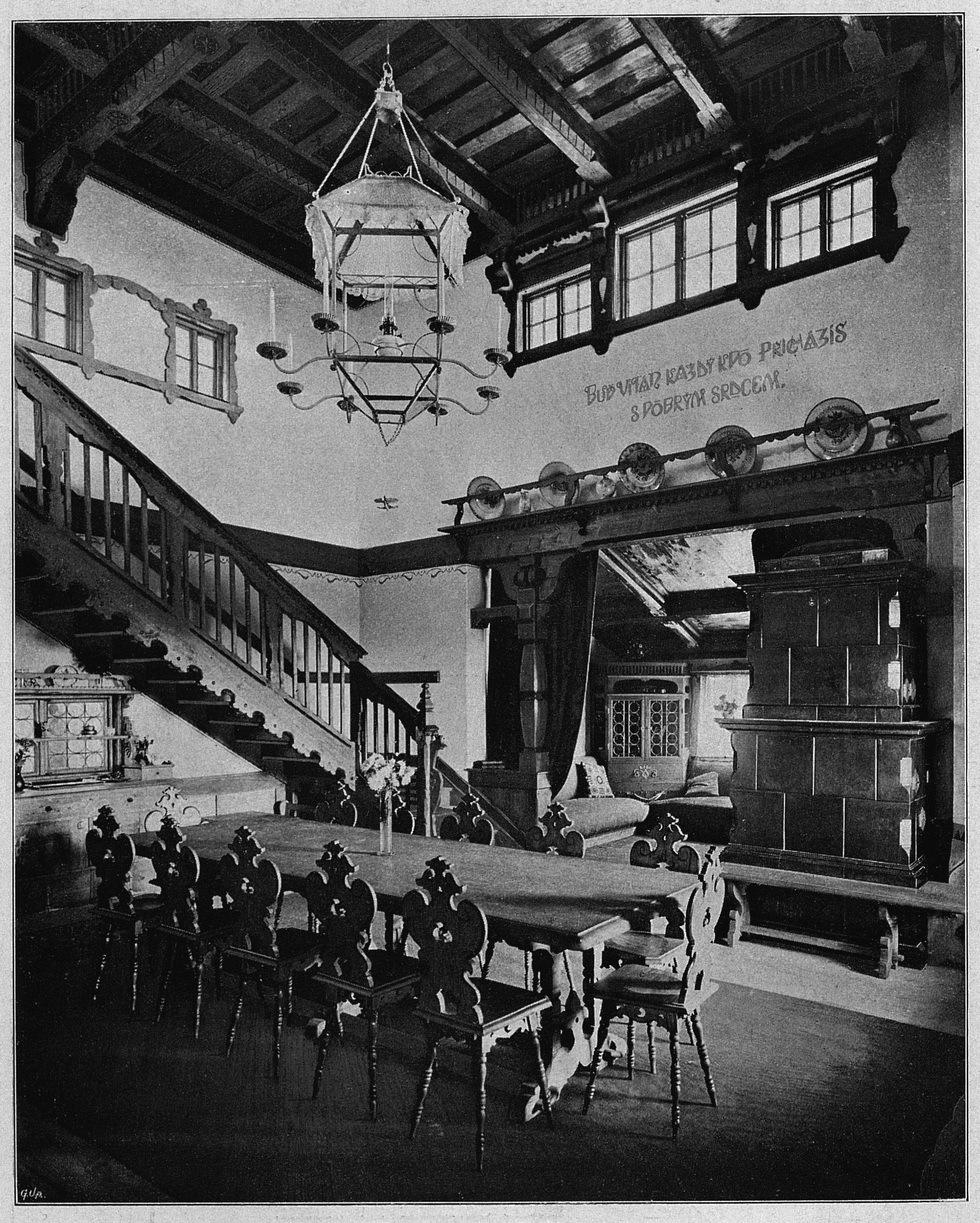
Hala
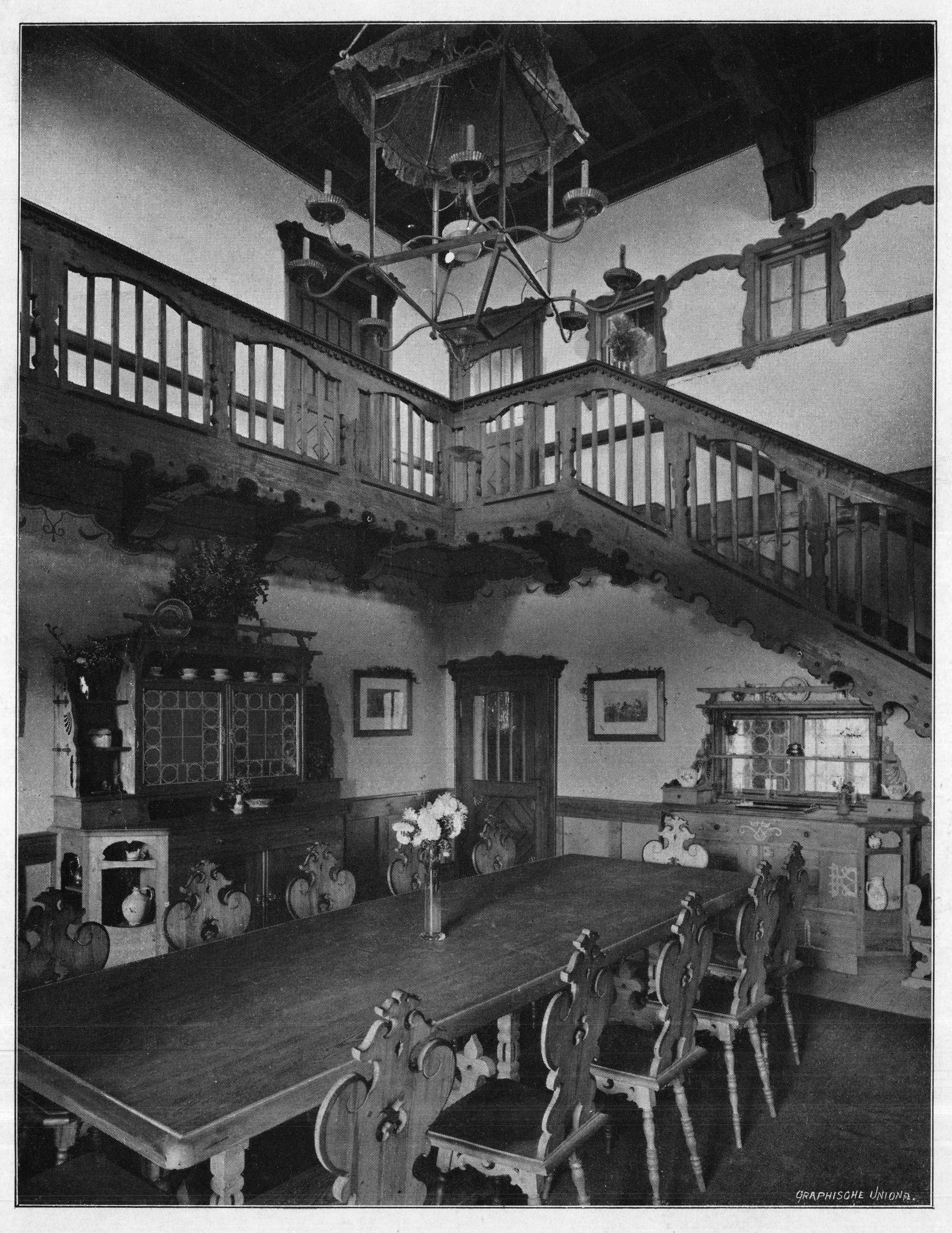
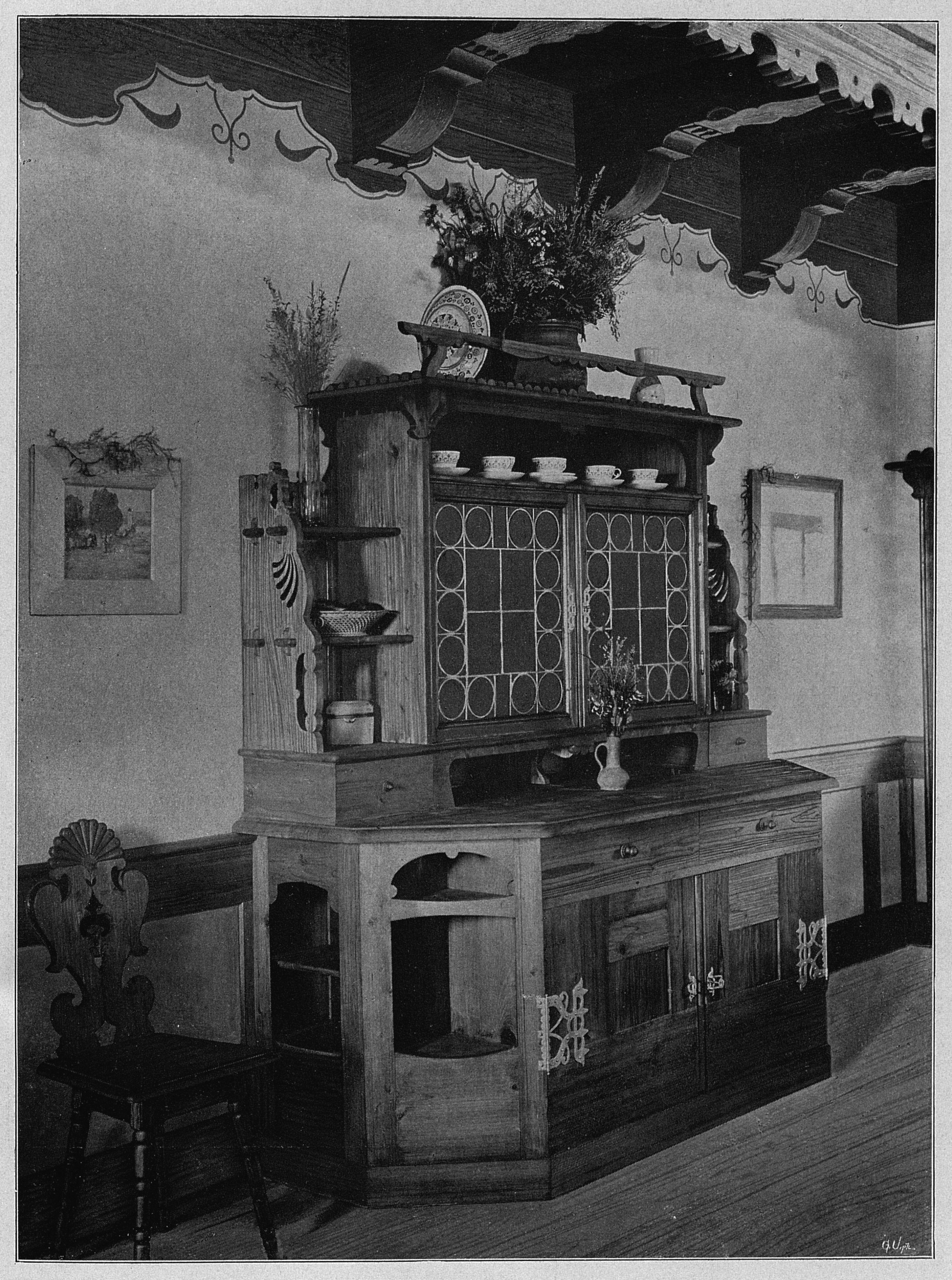
Příborník v hale
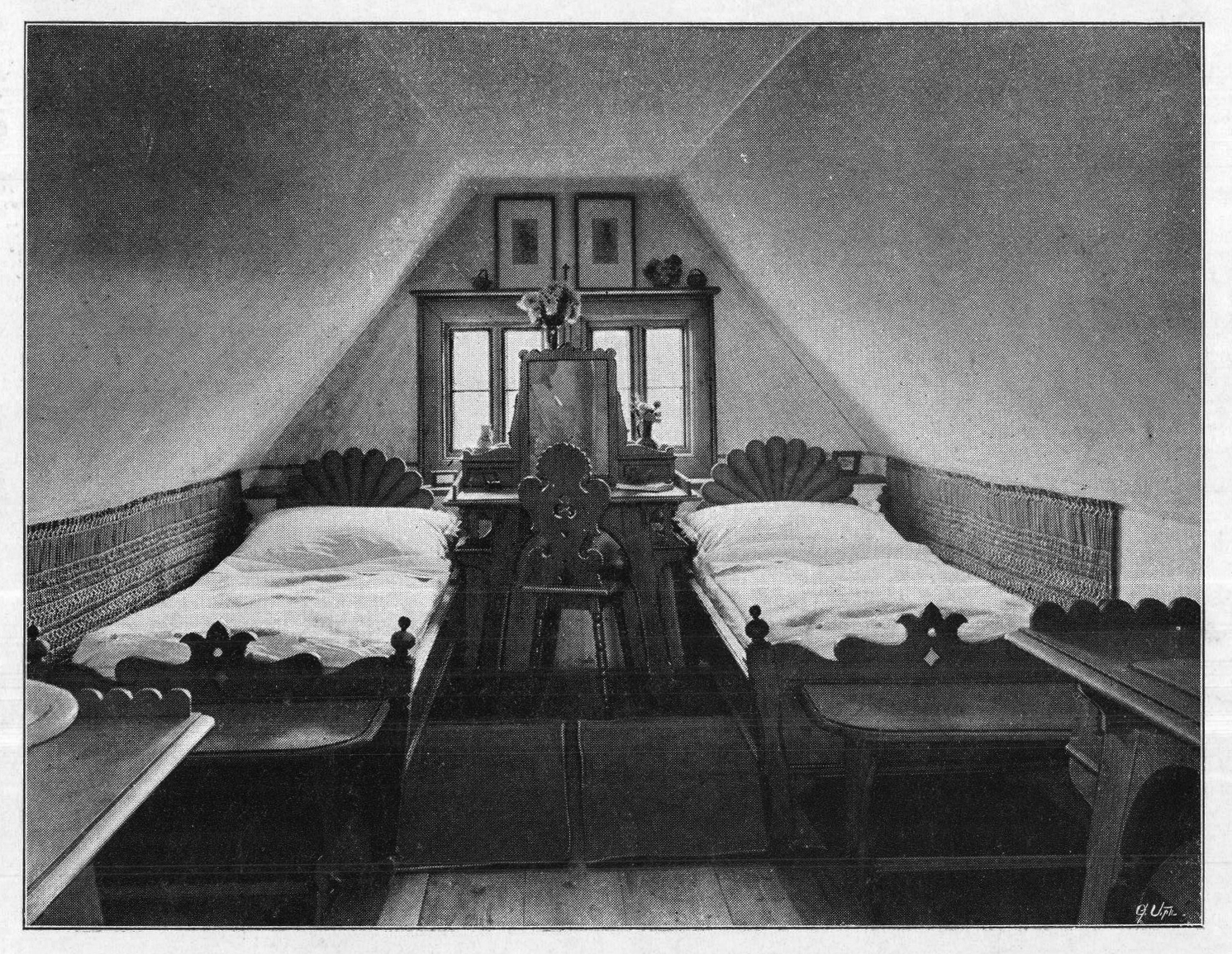
Dětský pokoj
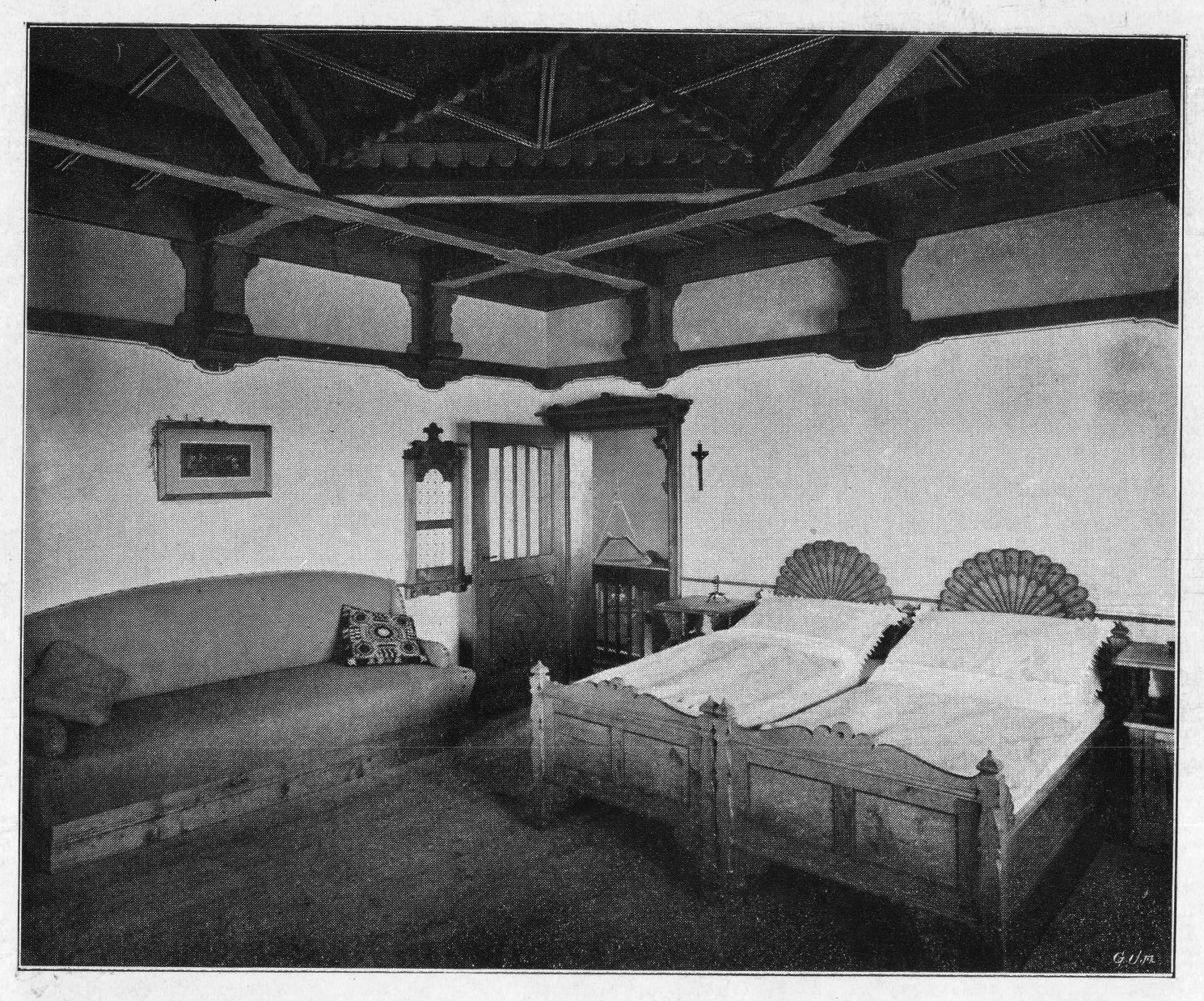
Ložnice
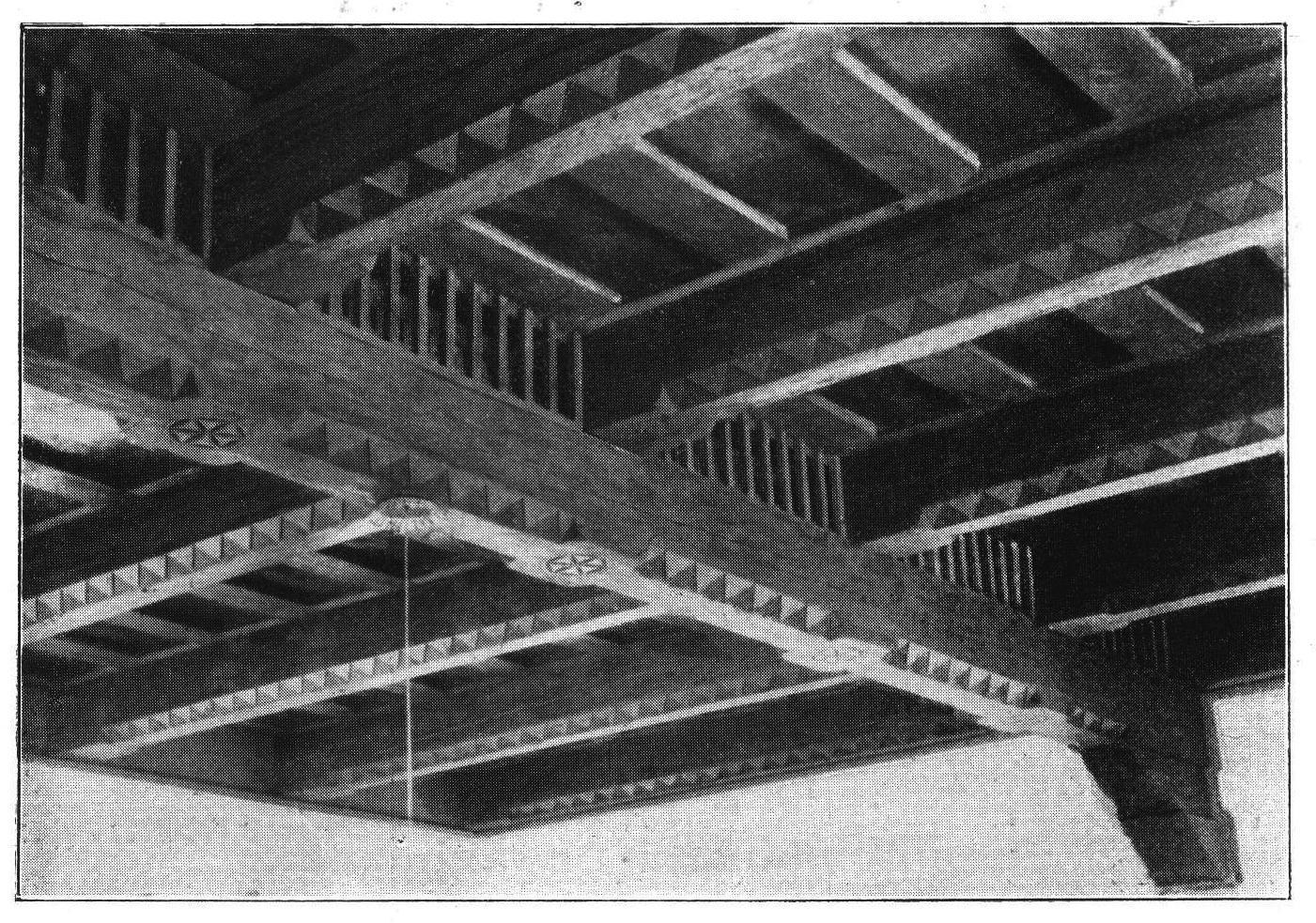
Trámový strop
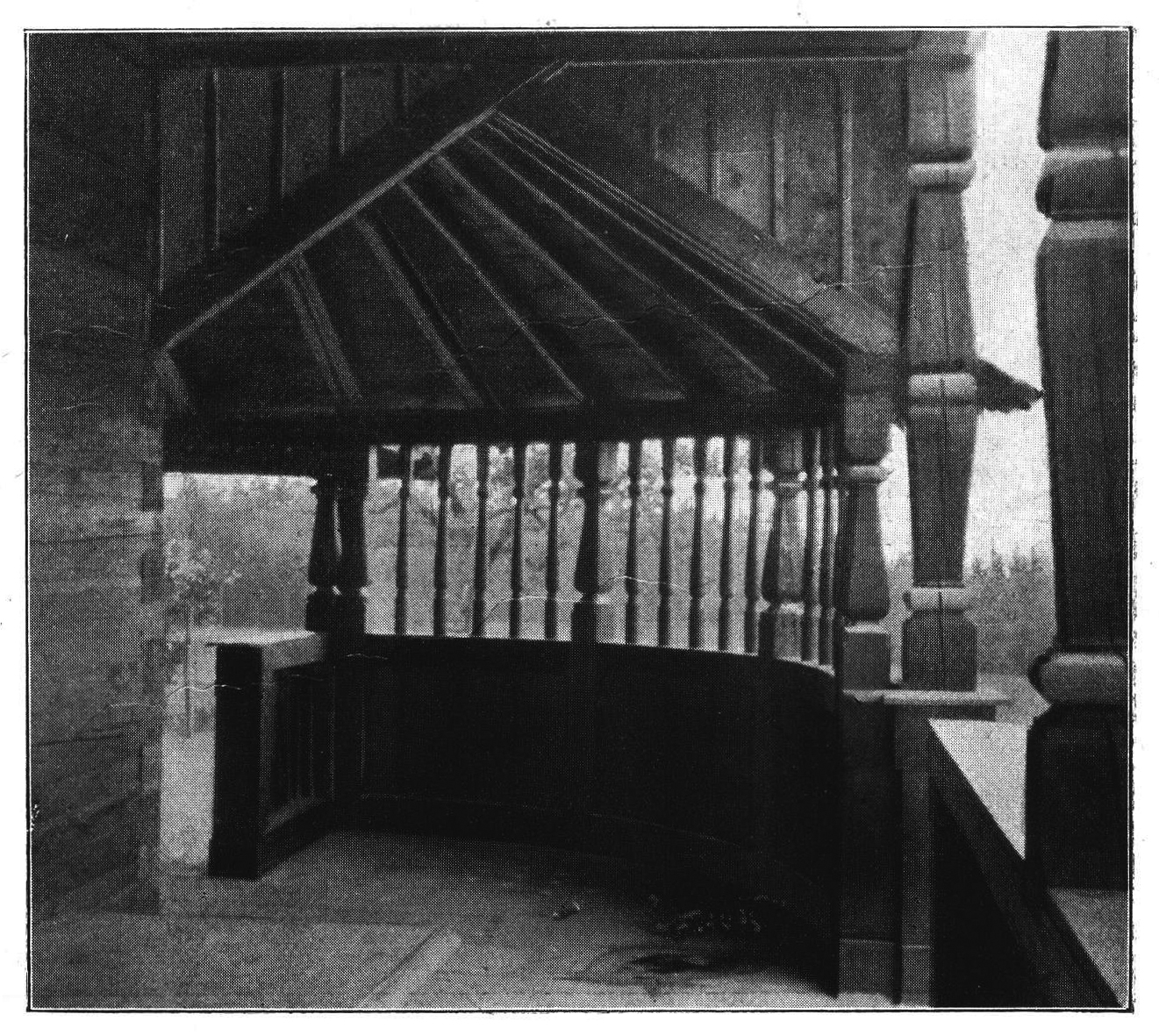
Terasa